# César Farrait
César Farrait (Nueva York, 11 de mayo de 1974) también conocido por su nombre artístico de TNT El Cesar, es un rapero y actor estadounidense criado en Puerto Rico, que comenzó la vida artística a muy corta edad y cuenta con una amplia trayectoria en la música urbana y apariciones en películas importantes como Talento de barrio (2007), American Gangster (2007), Muerte en el Paraíso (2010),  y Vico C: La Vida del Filósofo (2017) y Conocerás la verdad (2018).
Es considerado el primer rapero en Puerto Rico llegar a Hollywood.

## Biografía
Nació en la ciudad de Nueva York, el 11 de mayo de 1974 y fue criado en Puerto Rico desde su infancia, en diferentes barrios y residenciales de la capital de dicho país, César es el tercero de sus hermanos y aún en medio de las circunstancias, logró graduarse de escuela superior, e ingresar a la Universidad Florida Community College en Jacksonville (Florida). Luego de cursar un año y medio de estudios en comunicaciones, terminó involucrado en el mundo de las drogas. Con el tiempo se convirtió en uno de los distribuidores #1 de Marihuana en Puerto Rico y Florida, durante los años 1992-1997.
Al mismo tiempo, llevaba una carrera artística muy próspera en el género del Rap y Reguetón en Puerto Rico, con una trayectoria de aproximadamente 15 producciones discográficas, en las cuales participó, entre estas: La Industria, La Misión 4, Chosen Few, a su vez, trabajó con artistas de renombre tales como: Domingo Quiñones, Brenda K. Starr, DJ Eric, entre otros.
A los 23 años de edad, fue considerado como uno de los millonarios más jóvenes en Puerto Rico, producto de su doble vida Narco-Artística. En el 1997, un dictamen federal, lo convirtió en un fugitivo buscado en Puerto Rico por las autoridades federales del estado de la Florida. Se le acusaba de una conspiración por la distribución de 30,000 libras de Marihuana, 300 kilos de cocaína e involucrado en 2 homicidios. Estuvo prófugo por alrededor de 1 año y finalmente fue arrestado en Puerto Rico y trasladado al estado de la Florida, donde fue sentenciado a 10 años de prisión, de los cuales cumplió 6 y el restante de su sentencia en Probatoria.
Al salir de la prisión en el año 2003, intenta retomar su carrera artística incursionando en el cine y logrando participar en 7 películas, 3 de las cuales fueron en Hollywood. Trabajó con actores de la talla de Ving Rhames, Steven Bauer, (Ladrones y Mentirosos), Denzel Washington y actuó junto a Daddy Yankee, en la exitosa película Talento de Barrio, donde se le conoció artísticamente como “Wichy el matatán”, una de las películas más taquilleras a nivel de Puerto Rico, teniendo una exitosa acogida en varios estados dentro de los Estados Unidos. Animó el programa de televisión en Puerto Rico “Solo Under” junto a Jackie Alicea en el canal 30 Play TV.
Siendo padre de 2 niños, se sumergió en la fama, donde las depresiones, el alcohol y las drogas constituyeron su refugio y escape de la realidad. Se auto mutiló, sufrió ataques de pánico, ansiedad y hospitalizaciones psiquiátricas, entre otros, hasta que se refugió en la iglesia cristiana, y logró superar dichas situaciones.
En 2010, TNT fue víctima de una balacera, donde recibió dos impactos de bala. Su representante niega que haya sido un atentado contra su vida. En 2022, fue manejador del boxeador Ryan Pino.

## Trayectoria artística
En el año 1986 cuando el género del Rap no se había profesionalizado y solo se escuchaba en las calles de Puerto Rico, TNT figuraba entre los primeros cinco raperos en ser firmado por un sello discográfico (BM Records) en la historia del Rap en Español.
Fue en 1989, por medio de este sello donde grabó su primer sencillo de 12 pulgadas titulado “TNT se roba el show”, figurando también entre uno de los primeros raperos en llamar la atención de los distintos medios de comunicación en diferentes foros locales, donde sólo raperos como Vico C, Rubén Dj, Lisa M y Brewly Mc y TNT, habían podido lograr tener este tipo de exposición siendo TNT en ese tiempo el más joven de los raperos con solo 15 años de edad. El joven rapero anunció su retiro de la música a la edad de 17 años para continuar sus estudios en la Florida. 
En 1995, TNT decide volver a su isla y a la música, logra asociarse con DJ Eric, quien era productor de “Madyatch Records” compañía que lideraba las ventas de discos del género del Rap y Reggae en ese momento. El cantante se integra en el principal grupo de la compañía “La Industria” donde demostró su versatilidad como cantante, compositor y productor ejecutivo, teniendo bajo su dirección a sus colegas de grupo y a su hijo adoptivo Felo Man de tan solo 8 años de edad, quien fuese el intérprete del éxito de la canción “Dale rewind al cassette”, compuesta por TNT siendo este el tema principal de la producción DJ Eric Industry, Vol. 4: The Return, disco que figura entre los más vendidos en la historia del género urbano, siendo esta una de las primeras producciones en cruzar fronteras en el mercado estadounidense. En el año 1997, Farrait se retira por razones personales. 
Durante su trayectoria, ha participado en diferentes producciones discográficas tales como La Industria Live, The History, Don Fichureo, Los Bandoleros Reloaded de Don Omar, Desafío el DVD, La Misión 4, y Chosen Few, y ha colaborado en temas musicales con artistas tales como: Brenda K. Star, Lumidee, Bonny Cepeda, Ángel López (Son by Four), Domingo Quiñones, entre otros. El artista fue escogido para representar al Hip-Hop latinoamericano como modelo en una campaña publicitaria para Indigo Red una de las marcas de ropa urbana de los Estados Unidos. 
César es catalogado como el primer rapero en Puerto Rico en llegar a la pantalla grande de Hollywood, haciendo su debut actoral en la película Animal con Ving Rhames, Chazz Palminteri, Jim Brown, Terrence Howard y Wes Studi, entre otros. Luego firmó para un papel principal tomando el personaje de Wichy, en el debut de Daddy Yankee en la saga Talento de Barrio (2008) y en la serie de televisión estadounidense “Kojak”.
Sus últimas actuaciones han recibido buenas críticas, es el caso de la película autobiográfica del cantante Vico C, La Vida del Filósofo (2018). LoUPz, el hijo de Vico C, informó haberse apoyado en Farrait para mejorar su desempeño actoral en el protagónico del film representando a su padre.
Amigo y padrino musical del reconocido cantante y productor peruano CARLO$ DUTY.

## Filmografía
| Película                                 | País                               | Año  | Papel interpretado    |
| ---------------------------------------- | ---------------------------------- | ---- | --------------------- |
| Animal                                   | Bandera de Estados Unidos          | 2005 | Roach                 |
| Ladrones y mentirosos                    | Bandera de Puerto Rico             | 2006 | Cheo                  |
| American Gangster                        | Bandera de Estados Unidos          | 2007 |                       |
| The Final Chapter                        | Bandera de Puerto Rico             | 2007 | Como Productor        |
| Muerte en el Paraíso                     | Bandera de Puerto Rico             | 2008 | Paco                  |
| Talento de barrio                        | Bandera de Puerto Rico             | 2008 | Wichy                 |
| King of the Avenue                       | Bandera de Estados Unidos          | 2010 |                       |
| Video musical "Pao, Pao, Pao" de Redimi2 | Bandera de la República Dominicana | 2011 | Maleante              |
| Double Tap                               | Bandera de Estados Unidos          | 2011 | 4 Deuce               |
| Reggaeton The Movie                      | Bandera de Puerto Rico             | 2013 | Doctor                |
| Back to The Beginning                    | Bandera de Puerto Rico             | 2015 | Como Guionista        |
| Héctor el Father: Conocerás la verdad    | Bandera de Puerto Rico             | 2017 | Moro                  |
| Vico C: La Vida del Filósofo             | Bandera de Puerto Rico             | 2018 | Rafi, Padre de Vico C |

## Discografía
| 2009: Más que una película |
| --- |
| 1. Sangre Sucias 2. No Es La Ocasion (feat. John Eric) 3. No Te Me Salgas (feat. Jowell) 4. Psicodelico 5. Tu Tienes Algo 6. Entre Tu Y Yo 7. Cocktail 8. Quien Manda Aqui (feat. Getto) 9. Chupa Chupa (feat. Kastrofobia) 10. Con Pro 11. El Desquite (feat. Cosculluela) 12. Fuck Me (feat. Divino) 13. No Creo En Ti 14. Las Cosas Estan Malas 15. Llegamos (feat. Flow De Kile) |

| 2017: A Dios lo que es de Dios |
| --- |
| 1. Genesis (Intro) 2. Tinieblas Y Luz 3. Cristo Conmigo 4. Caminando Por Fe 5. Salmo 100:5 6. Se Va a Caer 7. Desde Tu Vientre 8. En Tu Esquina 9. Apocalipsis 10. Salmo 100:5 (Remix) |

## Actualidad
TNT El César, se encuentra trabajando en su producción discográfica titulada A Dios lo que es de Dios y trabajando con un libro de su testimonio de vida titulado Encarcelado para Ser Libre. Hoy en día se encuentra liderando el Ministerio Emanuel “Jóvenes Adultos”, en la iglesia Jesucristo Fuente de Amor en Cupey, Puerto Rico.